# Hubert Hofeneder
Hubert Hofeneder (* 27. November 1915 in Wien; † 20. April 1996 ebenda) war ein österreichischer Politiker (ÖVP) und Rechtskonsulent. Er war von 1953 bis 1962 Abgeordneter zum Nationalrat.
Nach vier Klassen der Volksschule absolvierte Hofeneder das Realgymnasium der Theresianischen Akademie und studierte ab 1934 an der Universität Wien.   

## Im Dritten Reich
Ab April 1934 war Hofeneder Mitglied der paramilitärischen Vaterländischen Front. Nach dem Anschluss Österreichs beantragte er am 24. Mai 1938 die Aufnahme in die NSDAP. Hierbei führte er seine Hilfe für die SA-Standarte 81 in den vorherigen Jahren als Beweis für seine nationalsozialistische Gesinnung an und wurde rückwirkend zum 1. Mai 1938 aufgenommen (Mitgliedsnummer 6.187.894). Nach seiner Promotion 1939 diente er von Februar 1940 bis Kriegsende 1945 als Unteroffizier in der Wehrmacht.

## Nachkriegszeit
Hofeneder versäumte es, sich wie vom Verbotsgesetz gefordert registrieren zu lassen. Ab dem 14. Dezember 1948 wurden gegen ihn mehrere Verfahren angestrengt, in denen er eine NSDAP-Mitgliedschaft auch meineidlich leugnete. Durch die Verzögerungen im Verfahren kam er jedoch letztendlich straffrei aus. Zwischen 1945 und 1946 arbeitete er als Fahrdienstleiter, danach Laienrichter beim arbeitsgerichtlichen Senat des Obersten Gerichtshofes. Später übernahm er die Leitung der Arbeitgeberabteilung in der Bundeskammer der gewerblichen Wirtschaft (Sektion Industrie). Zudem vertrat er die ÖVP zwischen dem 18. März 1953 und dem 14. Dezember 1962 im Nationalrat. 
Hubert Hofeneder wurde nach seinem Tod auf dem Hietzinger Friedhof bestattet.